# Aprionus stylifer
Aprionus stylifer är en tvåvingeart som beskrevs av Boris Mamaev 1998. Aprionus stylifer ingår i släktet Aprionus och familjen gallmyggor. Arten är reproducerande i Sverige. Inga underarter finns listade i Catalogue of Life.